# Жилинці (зупинний пункт, Львівська залізниця)
Жи́линці — пасажирський залізничний зупинний пункт Тернопільської дирекції Львівської залізниці на неелектрифікованій одноколійній лінії Вигнанка — Іване-Пусте між станціями Озеряни-Пилатківці (5 км) та Тересин (5 км). Розташований неподалік села Жилинці Чортківського району Тернопільської області

## Пасажирське сполучення
Станом на травень 2019 року щоденно курсували дві пари дизель-поїздів сполученням Тернопіль — Іване-Пусте. З 18 березня 2020 року пасажирський рух припинено.